# Comana (Constanța)
Comana is een Roemeense gemeente in het district Constanța.
Comana telt 1844 inwoners.